# 1796年女性叛逆法令（愛爾蘭）
《1796年女性叛逆法令（愛爾蘭）》（英語：Treason by Women Act (Ireland) 1796；36 Geo 3 c 31 (I)）是愛爾蘭王國國會的一項法令，旨在減輕被裁定犯有叛逆罪及輕微叛逆罪的女性的刑罰，即將其由火刑減輕至絞刑。該愛爾蘭法令相當於大不列顛王國國會通過的《1790年叛逆法令》。
在愛爾蘭共和國，該法令由《1962年成文法編正（聯合前愛爾蘭法規）法令》明文廢除。
在北愛爾蘭，該法令於1951年獲編配簡稱；該法令後於1998年9月30日由《1998年刑事罪行及擾亂秩序法令》明文廢除。